# Perilampus pupulus
Perilampus pupulus är en stekelart som beskrevs av Nikol'skaya 1952. Perilampus pupulus ingår i släktet Perilampus och familjen gropglanssteklar. Inga underarter finns listade i Catalogue of Life.